# Charles Barton
Charles Barton (San Francisco, 25 maggio 1902 – Burbank, 5 dicembre 1981) è stato un regista e produttore cinematografico statunitense.
Ha firmato la regia di quasi cento titoli tra film e produzioni televisive dal 1934 al 1971. È stato accreditato anche con il nome Charles T. Barton. Vinse un premio Oscar come miglior assistente alla regia nel 1934.

## Biografia
Charles Barton nacque a  San Francisco il 25 maggio 1902. Iniziò come attore in piccole parti nel vaudeville. Fu assistente alla regia dal 1927. Debuttò alla regia cinematografica con il film Il canto del West del 1934 e, dagli anni cinquanta, diresse anche numerosi episodi di serie televisive tra cui The Amos 'n Andy Show, Zorro, Dennis the Menace e Tre nipoti e un maggiordomo.
Diresse il suo ultimo film cinematografico, Swingin' Along, nel 1961 mentre il suo ultimo episodio di una serie televisiva fu Beautiful People della serie To Rome with Love, andato in onda il 1º marzo 1970.
Sposò l'attrice e cantante Julie Gibson. Morì a Burbank il 5 dicembre 1981.

## Filmografia

### Regista
- Il canto del West (Wagon Wheels) (1934)
- Pattuglia allarme (Car 99) (1935)
- Rocky Mountain Mystery (1935)
- L'avamposto (The Last Outpost) (1935)
- Nevada (1935)
- Come Don Chisciotte (Timothy's Quest) (1936)
- And Sudden Death (1936)
- Murder with Pictures (1936)
- Rose Bowl (1936)
- The Crime Nobody Saw (1937)
- Forlorn River (1937)
- Thunder Trail (1937)
- Il sentiero della vendetta (Born to the West) (1937)
- Behind Prison Gates (1939)
- Five Little Peppers and How They Grew (1939)
- My Son Is Guilty (1939)
- Five Little Peppers at Home (1940)
- Island of Doomed Men (1940)
- Babies for Sale (1940)
- Out West with the Peppers (1940)
- Five Little Peppers in Trouble (1940)
- Nobody's Children (1940)
- The Phantom Submarine (1940)
- The Big Boss (1941)
- The Richest Man in Town (1941)
- Harmon of Michigan (1941)
- Two Latins from Manhattan (1941)
- Sing for Your Supper (1941)
- Honolulu Lu (1941)
- Shut My Big Mouth (1942)
- Di corsa dietro un cuore (Tramp, Tramp, Tramp) (1942)
- Hello, Annapolis (1942)
- Sweetheart of the Fleet (1942)
- Parachute Nurse (1942)
- A Man's World (1942)
- Lucky Legs (1942)
- The Spirit of Stanford (1942)
- Laugh Your Blues Away (1942)
- Reveille with Beverly (1943)
- Let's Have Fun (1943)
- She Has What It Takes (1943)
- What's Buzzin', Cousin? (1943)
- Is Everybody Happy? (1943)
- Beautiful But Broke (1944)
- Hey, Rookie (1944)
- Jam Session (1944)
- Louisiana Hayride (1944)
- The Beautiful Cheat (1945)
- Men in Her Diary (1945)
- Smooth as Silk (1946)
- Se ci sei batti due colpi (The Time of Their Lives) (1946)
- Frac e cravatta bianca (White Tie and Tails) (1946)
- Addio all'esercito (Buck Privates Come Home) (1947)
- La vedova pericolosa (The Wistful Widow of Wagon Gap) (1947)
- Gianni e Pinotto contro i gangsters (The Noose Hangs High) (1948)
- Il cervello di Frankenstein (Bud Abbott Lou Costello Meet Frankenstein) (1948)
- 10,000 Kids and a Cop (1948)
- Corrida messicana (Mexican Hayride) (1948)
- Africa strilla (Africa Screams) (1949)
- Gianni e Pinotto e l'assassino misterioso (Abbott and Costello Meet the Killer, Boris Karloff) (1949)
- Quella meravigliosa invenzione (Free for All) (1949)
- Il lattaio bussa una volta (The Milkman) (1950)
- The Amos 'n Andy Show – serie TV, 78 episodi (1951-1955)
- I filibustieri delle Antille (Double Crossbones) (1951)
- Ma and Pa Kettle at the Fair (1952)
- Meet Mr. McNutley – serie TV, 2 episodi (1953-1954)
- Wagon Wheels (1953)
- Oh, My Achin' Tooth! (1954)
- Mio padre, il signor preside (The Stu Erwin Show) – serie TV, 2 episodi (1955)
- The Great Gildersleeve – serie TV, 12 episodi (1955)
- The Gale Storm Show: Oh, Susanna! – serie TV, 14 episodi (1956-1958)
- Gianni e Pinotto banditi col botto (Dance with Me, Henry) (1956)
- The New Adventures of Spin and Marty – serie TV (1957)
- Zorro – serie TV, 17 episodi (1958-1959)
- Disneyland – serie TV, 3 episodi (1959-1964)
- Geremia, cane e spia (The Shaggy Dog) (1959)
- La rivincita di Zorro (Zorro, the Avenger) (1959)
- Dennis the Menace – serie TV, 90 episodi (1960-1963)
- Toby Tyler (Toby Tyler, or Ten Weeks with a Circus) (1960)
- The Comedy Spot – serie TV, un episodio (1960)
- The Real McCoys – serie TV, 3 episodi (1960)
- Swingin' Along (1961)
- Medicine Man – film TV (1962)
- Un equipaggio tutto matto (McHale's Navy) – serie TV, 9 episodi (1964-1965)
- Grindl – serie TV, 9 episodi (1964)
- Broadside – serie TV, 4 episodi (1964)
- Hazel – serie TV, 10 episodi (1965-1966)
- Petticoat Junction – serie TV, 38 episodi (1965-1967)
- I mostri (The Munsters) – serie TV, un episodio (1965)
- The World of Abbott and Costello - solo materiale d'archivio, non accreditato (1965)
- The Smothers Brothers Show – serie TV, 2 episodi (1965)
- The Patty Duke Show – serie TV, un episodio (1966)
- Camp Runamuck – serie TV, un episodio (1966)
- Tre nipoti e un maggiordomo (Family Affair) – serie TV, 106 episodi (1967-1971)
- To Rome with Love – serie TV, 2 episodi (1970)

### Produttore
- Louisiana Hayride (1944)
- The Beautiful Cheat, regia di Charles Barton (1945)
- Men in Her Diary (1945)
- Gianni e Pinotto contro i gangsters (The Noose Hangs High) (1948)
- Meet Mr. McNutley – serie TV, un episodio (1954)
- The Amos 'n Andy Show – serie TV, 12 episodi (1955)

### Attore
- The County Fair (1920)
- Ali (Wings) (1927)
- Beau Geste (1939)

### Fotografo
- The Adventures of Algy (1925)